# 拉斯戈赖区
拉斯戈賴區是索馬利亞的一個區級行政區。此區曾為索馬利蘭共和國萨纳格州的一部分，2007年7月1日此區成為剛獨立的马希尔国的一部分，2009年1月马希尔国被併入索馬利亞的邦特蘭國。，首府為拉斯戈赖。

## 外部鏈結
- 拉斯戈賴在Google地圖上的位置
- 拉斯戈賴區行政區域圖 （页面存档备份，存于）